# 에밀리 피체이

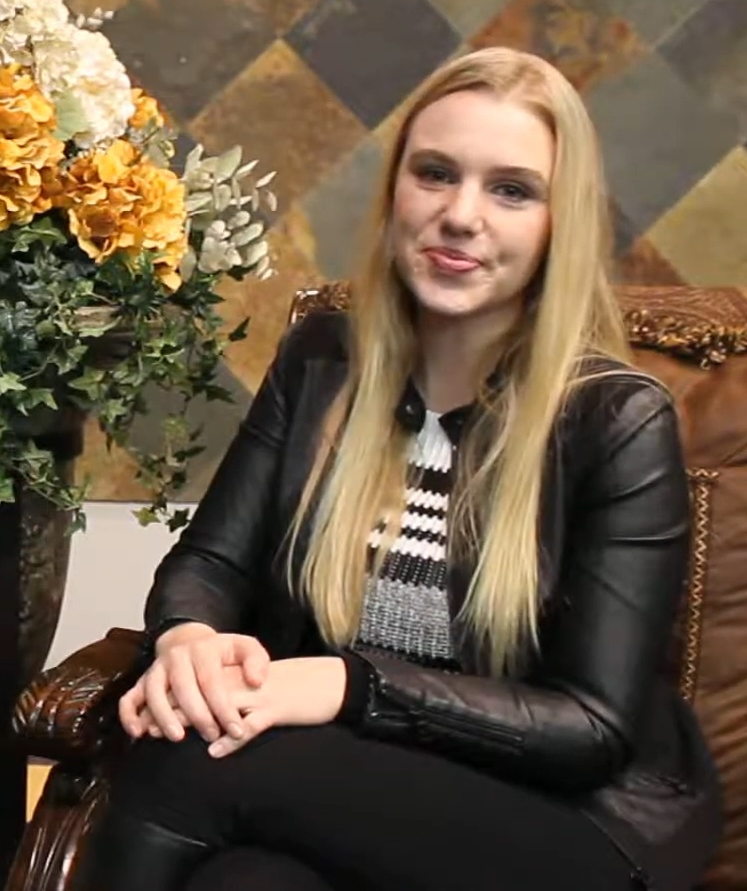

에밀리 피치(Emily Peachey, 영어 발음: /piːtʃ/, 1990년 12월 13일 ~ )는 미국의 배우이다.
알링턴 군에서 태어났다.

## 출연 작품

### 영화
- 안녕, 헤이즐 (2014) - 모니카 역
- Gearheads (2016)
- 아메리칸 패스토럴 (2016) - 간호사 역